# 자망

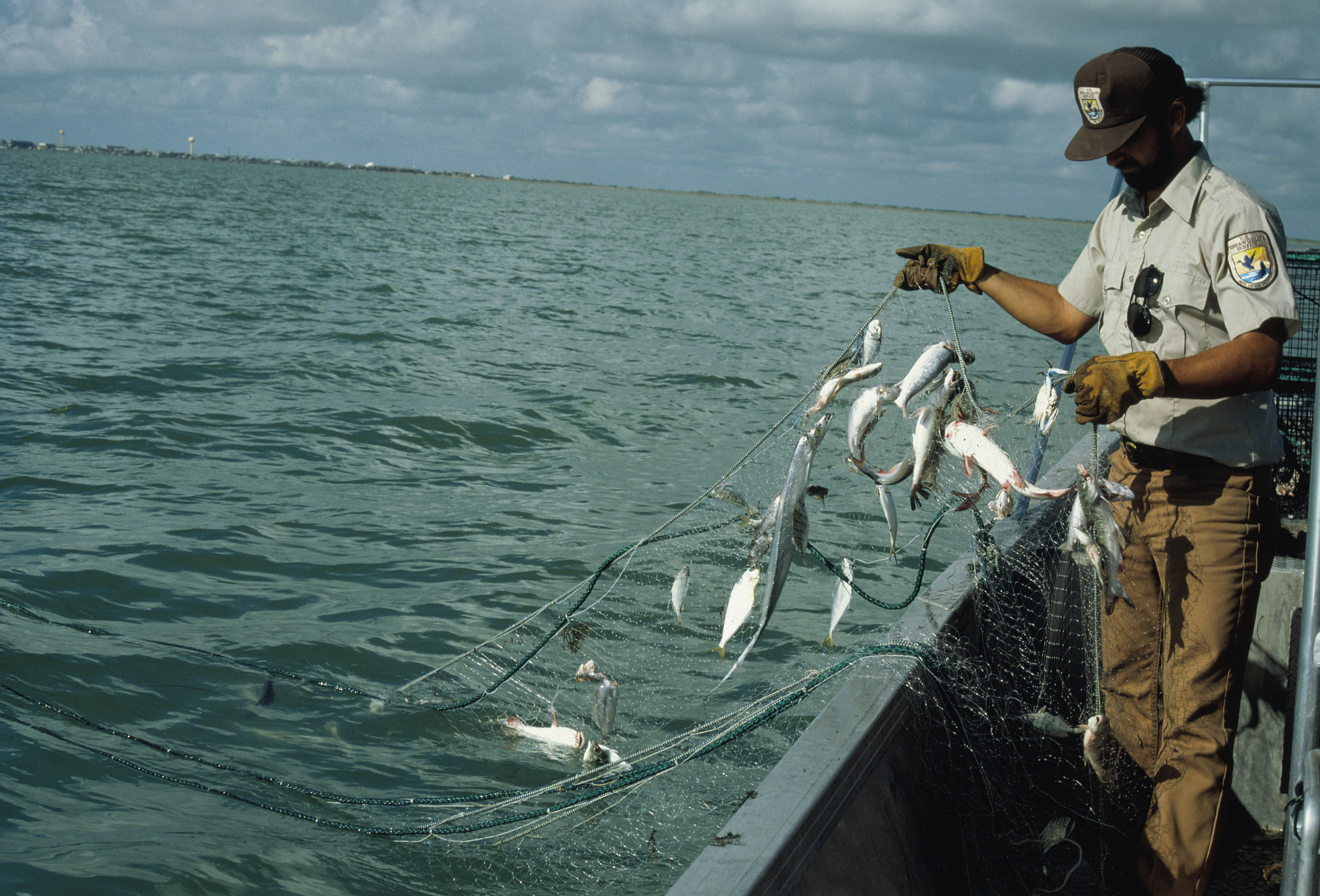

자망(刺網) 또는 걸그물(gillnet)은 바다 또는 민물에서 사용되는 어망의 일종이다. 물고기가 지나갈 법한 길목에 쳐놓고 시간이 지난 뒤 걷어서 고기를 잡는다.